# Krzysztof Mazur
Krzysztof Wojciech Mazur (ur. 25 lipca 1982 w Gliwicach) – polski politolog i filozof, doktor nauk humanistycznych, działacz polityczny. Specjalizuje się w filozofii społecznej. W latach 2007–2012 i 2015–2018 prezes Klubu Jagiellońskiego. Członek Rady Narodowego Centrum Badań i Rozwoju oraz Narodowej Rady Rozwoju przy prezydencie RP. Kandydat PIS na senatora w okręgu 33 (Kraków Południe) w wyborach w 2019 roku. W latach 2019–2020 podsekretarz stanu w Ministerstwie Rozwoju. Od 2020 roku zatrudniony w banku PKO BP.

## Życiorys
Na Uniwersytecie Jagiellońskim ukończył politologię i filozofię z elementami socjologii w ramach Międzywydziałowych Indywidualnych Studiów Humanistycznych. Stopień naukowy doktora uzyskał w 2012 na podstawie pracy pt. Projekt polityczny ruchu społecznego „Solidarność” (lipiec 1980 – grudzień 1981), której promotorem był prof. Bogdan Szlachta. Od 2009 jest zatrudniony na macierzystej uczelni. Od 2012 pracuje jako asystent w Instytucie Nauk Politycznych i Stosunków Międzynarodowych Wydziału Studiów Międzynarodowych i Politycznych Uniwersytetu Jagiellońskiego. Od 2002 jest członkiem Klubu Jagiellońskiego, w ramach którego stworzył, wraz z PKO Bankiem Polskim, ogólnopolską Akademię Nowoczesnego Patriotyzmu oraz działa jako ekspert Centrum Analiz. Był koordynatorem projektów w Instytucie Tertio Millennio (2002–2009). Współpracował także z Europejskim Centrum Solidarności w Gdańsku (2009–2010).
W 2012 został uhonorowany Nagrodą im. Artura Rojszczaka. Jest członkiem redakcji kwartalnika „Pressje”.
Od grudnia 2015 jest także członkiem zarządu Koalicji na Rzecz Polskich Innowacji.

### Działalność polityczna
We wrześniu 2013 zaangażował się w tworzenie ruchu społecznego Godzina dla Polski, tworzonego przez Jarosława Gowina. Objął funkcję pełnomocnika powołanej na jego bazie w grudniu tego samego roku partii Polska Razem na terenie Krakowa. Z funkcji szefa struktur ugrupowania zrezygnował zaraz po przegranych przez partię wyborach europarlamentarnych w 2014. W wyborach parlamentarnych w 2019 bez powodzenia kandydował na senatora RP w okręgu nr 33 (obejmującym część Krakowa) jako bezpartyjny kandydat Porozumienia z poparciem Prawa i Sprawiedliwości. Został następnie członkiem Porozumienia.
5 grudnia 2019 został powołany na stanowisko podsekretarza stanu w Ministerstwie Rozwoju. We wrześniu 2020 zrezygnował z tej funkcji. 12 października 2020 została ona przyjęta.